# Marc Chavannes
Marc Chavannes (* 20. September 1946 in Den Haag; † 10. Januar 2024) war ein niederländischer Journalistikprofessor an der Universität Groningen (seit 2006) sowie aktiver Journalist und Kommentator u. a. beim NRC Handelsblad (in verschiedenen Funktionen, zuletzt als Washingtonkorrespondent) und der AVRO.

## Leben
Chavannes studierte an der Universität Leiden Rechtswissenschaft und an der Columbia-Universität Journalistik. Er betätigte sich auch als Buchautor.

## Preise
- 1988: Prijs voor de Dagbladjournalistiek[3]
- 2004 und 2020: Anne Vondelingprijs[5]

## Buchveröffentlichungen
- Frankrijk achter de schermen: de stille revolutie van een trotse natie; ISBN 978-90-446-0418-4.
- Niemand regeert; ISBN 978-90-79985-06-7.
- Op de as van goed en kwaad: Amerika achter de schermen; ISBN 978-90-446-0833-5.